# 盤胸蟲科
盤胸蟲科（Boridae），又稱盤胸甲科，為鞘翅目擬步總科下的一科。

## 形態描述
本科成員大致成黑色，體型修長而粗壯，體長約2-15mm；體表點刻稀少。頭部突出，眼後方直接向後延伸，不向內收縮；觸角11節，著生於前頰的擴展部位之下，末端呈短棒狀；上顎端部凹緣。下顎鬚端節擴展。下唇鬚末節細長而簡單。眼全緣；頸部寬。前胸背板前後方狹小如盤狀，有明顯的側緣飾邊；鞘翅無縱溝；後翅有亞肘脈斑並散開。
步足短，所有轉節成異形；前足基節窩呈橫形，外方開放，基節及轉節裸露；前足的基節窩在腹板中間彼此相連；中足基節窩基轉節裸露，基節被後足基節之間的腹突完全分開；跗節5-5-4式，其總長與脛節大致相等。

## 生活史
幼蟲在朽木樹皮下生活。

## 分布
本科成員已知分布於歐亞大陸較高緯度的地區，從歐洲東北部至俄羅斯庫頁島、烏蘇里和日本。

## 成員屬別
本列表參考自整合分類學資訊系統：
- 盤胸蟲亞科 Borinae C. G. Thomson, 1859
  - 盤胸蟲屬（英语：Boros） Boros Herbst, 1797
    - 谢氏盘胸甲 Boros schneideri (Panzer, 1795)
    - Boros unicolor（英语：Boros unicolor） Say, 1827

  - Genus Lecontia Champion, 1889
    - Lecontia discicollis（英语：Lecontia discicollis） LeConte, 1850
- 亞科 Synercticinae Lawrence and Pollock, 1994
  - Genus Synercticus Newman, 1842
    - Synercticus heteromerus Newman, 1842